# I586
i586 – nieoficjalna nazwa dla procesorów o 32-bitowej architekturze IA-32, zgodnych z procesorem Pentium.

## Lista procesorów i586
- AMD K5
- AMD K6
- AMD Athlon
- AMD Duron
- AMD Opteron
- AMD Athlon 64
- AMD Sempron
- AMD Turion 64
- Intel Pentium
- Intel Pentium MMX
- Intel Pentium Pro
- Intel Pentium II
- Intel Pentium III
- Intel Pentium 4
- Intel Pentium D
- Intel Pentium Extreme Edition
- Intel Celeron
- Intel Xeon
- Intel Pentium M
- Intel Core
- Intel Core 2
- Cyrix 586
- Cyrix 686